# Orientalischer Roller

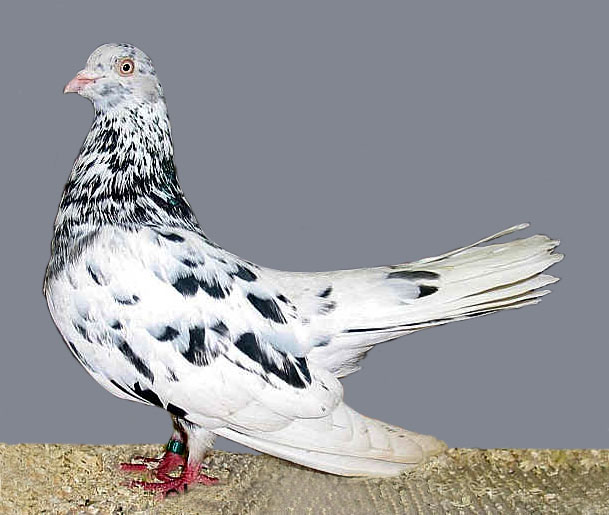
Orientalischer Roller

Der Orientalische Roller ist eine Haustaubenrasse. Wie schon der Name sagt, stammt der Orientalische Roller aus dem Orient, Persien, Türkei, Griechenland, sowie den Gebieten des Mittelländischen und Schwarzen Meeres. Er wurde in Europa ca. 1870 eingeführt. Der Orientalische Roller ist ein erstklassiger Hochflieger, der seinen Flug mit vielseitigen Flugfiguren ergänzt.
Der Orientalische Roller wurde durch die Europäische Standard Kommission für Tauben (ESKT) des Europäischen Verbandes für Geflügel-, Tauben-, Vogel-, Kaninchen- und Caviazucht (EE) bestätigt und wird in der EE-Liste der Rassetauben mit der Nummer 850 geführt.

## Rassebeschreibung
Es ist eine langschnäblige Tümmlerart, die die Länge und Höhe des deutschen Bärtchentümmlers nicht ganz erreicht. Durch ihren gedrungenen Bau und die etwas lässige Haltung wirkt sie massiger und plumper als der deutsche Bärtchentümmler. Taubenliebhabern, denen diese Rasse noch unbekannt ist, fällt zunächst der eigenartige Schwanz auf. Die Bürzeldrüse fehlt dieser Taube oder ist verkümmert; gewissermaßen als Ersatz ist die Zahl der Schwanzfedern vergrößert und gute Exemplare haben 14–16, ja sogar 17–18 große Federn. Der Rücken ist leicht muldenförmig gebaut und erscheint bei gehobener Schwanzhaltung etwas ausgehöhlt, die Brust ist breit und gedrungen, der Hals mittellang. Das Auge ist perlfarbig, mit möglichst kleiner Pupille. Der Augenrand ist blass bis fleischfarbig, jedoch nicht rot. Der Kopf ist glatt, länglich und rund, mit mittelhoher, breiter, leicht gezogener Stirn. Auffällig ist der hell-fleischfarbene Schnabel.

## Flugkunst
Wie der Name besagt, besteht die Flugkunst der Tiere im Rollen, d. h. sie steigen zu großer Höhe auf und stürzen dann nach unten, indem sie sich mit ausgebreiteten Flügeln und gestrecktem Körper um ihre eigene Längsachse drehen. Sie werfen sich also nicht wie gewöhnliche Purzler nach hinten über, sondern seitwärts. Jedoch nur wenige Tiere sind Flugkünstler der eben geschilderten Art, die meisten „burzeln“ nur, d. h., sie werfen sich – wie gewöhnliche Umschläger – nach hinten über. Allerdings tun sie dies eifriger und anhaltender als gewöhnliche Umschläger. Die Freude der Tiere am Luftturnen ist so groß, dass sie sogar in niedrigen Schlägen versuchen, beim Auffliegen ein Rad in der Luft zu schlagen.